# Passiflora lehmannii
Passiflora lehmannii är en passionsblomsväxtart som beskrevs av Maxwell Tylden Masters. Passiflora lehmannii ingår i släktet passionsblommor, och familjen passionsblomsväxter. Inga underarter finns listade i Catalogue of Life.